# Ёжево (Удмуртия)
Ёжево (удм. Ежгурт) — село в Юкаменском районе Удмуртии. Административный центр муниципального образования Ёжевское.

## География
Село расположено на высоте 170 м над уровнем моря, при впадении реки Лемы в Лекму. В 2 км к северо-востоку находится холм Ёжево-Кезьёвыр.

## Население
Численность постоянного населения села составляет 871 человек (2018).

## Инфраструктура
В селе действуют детский сад и общеобразовательная школа.
Улицы села:
- Верхняя Набережная
- Гагарина
- Глазовская
- Улица Ленина
- Мирная
- Нижняя Набережная
- Почтовая
- Советская
- Школьная

## Достопримечательности
В центре села на улице Глазовской 2 расположен Храм в честь Двенадцати Апостолов.
4 июля 1848 г. на месте нынешнего храма был построен молитвенный дом, а уже в 1849 г. построена временная деревянная церковь, которая была освящена 29 декабря 1849 г. в честь Трех Святителей — Василия Великого, Григория Богослова, Иоанна Златоуста. В 1851 г. начато строительство каменного храма, которое было завершено в 1855 г. Строительство велось на средства елабужского купца Ф.Чернова.
Двенадцатиапостольская церковь была закрыта на основании Постановления Президиума ЦИК УАССР от 9 февраля 1938 г. В советское время в храме были то склад, то кинотеатр, в последние годы — сельский дом культуры.
3 мая 2008 г. Митрополит Николай вместе с Президентом Удмуртии Александром Александровичем Волковым принял участие в торжественном открытии храма в честь 12 Апостолов в селе после реставрации.l. Архивировано из оригинала 6 апреля 2012 года.